# 110 mètres haies aux Jeux olympiques d'été de 1924
Pour un article plus général, voir Athlétisme aux Jeux olympiques d'été de 1924.
Navigation
Anvers 1920 Amsterdam 1928
L'épreuve du 110 mètres haies aux Jeux olympiques de 1924 s'est déroulée les 8 et 9 juillet 1924 au Stade olympique Yves-du-Manoir de Paris, en France.  Elle est remportée par l'Américain Dan Kinsey.

## Résultats

### Finale
| Rang               | Athlète                  | Pays           | Temps   |
| ------------------ | ------------------------ | -------------- | ------- |
| Médaille d'or      | Dan Kinsey               | États-Unis     | 15 s 0  |
| Médaille d'argent  | Sid Atkinson             | Afrique du Sud | 15 s 0  |
| Médaille de bronze | Sten Pettersson          | Suède          | 15 s 4  |
| 4                  | Carl-Axel Christiernsson | Suède          | 15 s 5  |
| 5                  | Karl Anderson            | États-Unis     | Inconnu |
| —                  | George Guthrie           | États-Unis     | DSQ     |